# Kostel Zmrtvýchvstání (Velká Ves)
Kostel Zmrtvýchvstání s farou se nachází v části města Broumova Velké Vsi a je prohlášen kulturní památkou ČR.

## Historie
V letech 1902–1903 byl německou luteránskou církví postaven kostel Zmrtvýchvstání, který později vlastnil Husův sbor Církve československé. Jeho vysvěcení byl osobně přítomen T.G. Masaryk. Kostel byl postaven podle plánů vídeňského architekta Heinricha Wolfa (1868–1915) v německém novorenesančním slohu s prvky secese. Ve stejném slohu byla v letech 1907–1909 přistavena fara. Kostel je od roku 1997 majetkem sociálního družstva Diakonie Broumov. V období 1999–2001 prošel kostel rekonstrukcí.

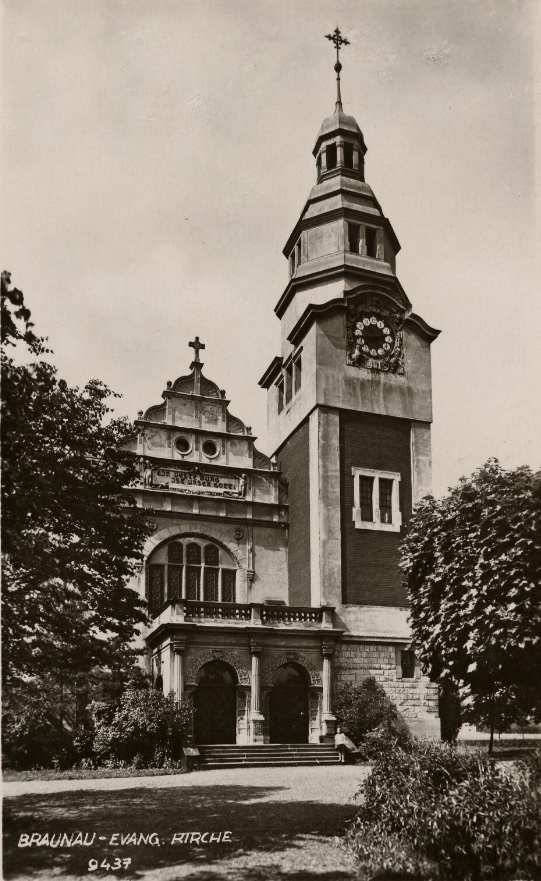
Kostel kolem roku 1935

## Architektura
Kostel je stavba z neomítaných cihel na nepravidelném obdélníkovém půdorysu na kamenné podezdívce. Sálová loď je o pěti polích s valenou klenbou a lunetami. Kostel je orientován na sever. K severozápadnímu rohu lodi se přimyká sakristie. Jižní průčelí (předsazeno a přisazeno k věži) s dvojitým vchodem se segmentovým zakončením. Po stranách a ve středu pilastry zakončené kládím s balustrádou. Za balustrádou je velké okno složené z tabulek skla, které osvětluje kruchtu. Štít průčelí je pětistupňový členěný svislými lizenami, na okrajích vlnovky. Nároží štítu je zdobeno koulemi na soklech. Štít je zakončen křížem. 
Věž umístěná v jihovýchodním rohu lodi na půdorysu čtverce přechází v druhé třetině v osmistěn dělený římsou. V druhé části osmistěnu je zvonice s úzkými dvojicemi oken, která jsou krytá žaluziemi. Věž je geodetickým bodem II. třídy.